# Mai Lan
Mai Lan (prononciation : /maj.lan/) est une chanteuse française. Elle présente son premier album en 2012. En 2016, elle figure sur l'album Junk du groupe M83 avec qui elle part en tournée internationale. Son deuxième album solo Autopilote, plus électronique, voit le jour en 2018. Depuis 2020, Mai Lan est activement engagée dans la protection de l'enfance avec son outil de prévention contre les violences sexuelles Le Loup.

## Biographie
Mai Lan Chapiron, née en 1982, est la fille de l'artiste Kiki Picasso – Christian Chapiron de son vrai nom – et la sœur du cinéaste Kim Chapiron. Issue d'une famille d'artistes (« J'ai quand même grandi chez les punks ! » déclare-t-elle dans une interview), elle devient membre du collectif Kourtrajmé, collectif d'artistes dont elle est la seule fille. Un de ses premiers enregistrements comme chanteuse intervient pour la bande originale d'un film d'horreur, Sheitan (2006), réalisé par son frère Kim Chapiron. Elle effectue une reprise du titre Bâtards de barbares de La Caution (aka Sheitan), qu'elle intitule Gentiment, je t'immole. Elle interprète de façon douce cette parodie de rap violent : un succès auprès des adolescents. La prod est signée DJ Mehdi.
D'origine vietnamienne par sa mère et costumière de formation, elle crée avec une amie française, russe et togolaise, Bezem, une marque de vêtements, BEZEMYMAILAN, superposant leurs cultures réciproques, et au-delà. Elles bénéficient de l'aide de la maison Hermès. Leur univers est présenté dans des défilés-spectacles à La Bellevilloise, à La Flèche d'or, et autres lieux de Barbès et du 20e arrondissement de Paris. Leur « mix mode » est sexy, riche en robes aux décolletés suggestifs et colorés. Elles sont invitées à présenter leurs créations au Victoria and Albert Museum Londres, puis à Washington, Tucson (Arizona), Douala (Cameroun) et New York.
Revenant à la musique, elle réalise un premier album en 2012, au titre éponyme Mai Lan, composé avec Max Labarthe, un ami d'enfance, y mélangeant des titres en langue anglaise et en langue française. Pour la revue Les Inrocks, cet album « donne le tournis à la pop, des délires doux au hip-hop, des chaleurs à la new wave, des orgasmes au psychédélisme ». Un des morceaux, Les Huîtres, est coécrit avec les rappeurs Nikkfurie et Orelsan. Le titre Easy est également retenu pour une campagne de publicité SFR,.
« J'ai une petite voix fluette, mais je ne voulais pas d'un truc genre guitare-voix toute douce. J'aime le rap, alors j'ai travaillé dans ce sens », indique-t-elle. Et pour preuve, Oxmo Puccino, autre rappeur et ami de longue date l'a invitée à poser sa voix sur son nouvel album, Le Roi sans carrosse, et à le rejoindre ponctuellement sur scène.
Lors d'une soirée à Los Angeles en février 2015, Mai Lan rencontre Anthony Gonzalez du groupe M83. Il tombe amoureux de sa voix et lui propose spontanément de venir écrire avec lui en studio. De leurs sessions naissent quatre titres : GO!, Bibi the dog, Laser Gun et Atlantique Sud.
Mai Lan est ensuite invitée à venir défendre ces titres sur toute la tournée du groupe, ils jouent partout aux USA et dans le monde entier, passant dans les plus gros festivals comme Coachella, Glastonbury, Lollapalooza, Sasquatch, Governors Ball, Sziget, Bonaroo ou Osheaga.
Le magazine anglais New Musical Express (NME) titre un de ses articles : « M83’s Glastonbury Set Makes A New Star Out Of French Guest Singer Mai Lan ».
Les émissions « Jimmy Kimmel Live! » (ABC / US) et « Later... with Jools Holland » (BBC Two / UK) les invitent à interpréter les titres GO! et Lasergun sur leur plateaux.
En 2017, elle sort un EP, Vampire, comportant quatre singles clippés sortis précédemment : Technique, Haze, Vampire et Pas d'amour. Le webzine américain spécialisé Pitchfork dira à propos de Technique que « the elegantly chaotic visuals feature some impressive choreography, sinewy sunglass-wearing muscle-men, and a moment where the M83 collaborator devours somebody's arm ».
L'album Autopilote sort le 19 janvier 2018. Il est réalisé avec Max Labarthe, un producteur parisien et Nick Sylvester, cofondateur du label américain Godmode et producteur de Shamir (Ratchet, XL Recordings), Yaeji ou encore Channel Tres. L'album est enregistré en studio dans un sous-sol à Brooklyn d'où le trio finit par se faire mettre à la porte pour cause de nuisances sonores. La chanson Vampire est coécrite avec Anthony Gonzalez (M83) à Los Angeles et Myd (Club Cheval) produit le single Blaze Up.
Tous les visuels de l'album, photos, pochette et clips sont créés par Panamæra (studio créatif parisien qui produit des images pour le label TDE : Kendrick Lamar, Schoolboy Q, Ab Soul , Zakari, etc.).
Dans le cadre de la promotion de l'album, Mai Lan commence une mini-série appelée Les Bails de Mai. De courtes vidéos dans lesquelles elle se met en scène : parlant de ses textes, du contexte dans lequel les morceaux ont été écrits ou offrant parfois des petites fictions amusantes Elle en profite pour inviter ses amis artistes qui se prêtent au jeu avec enthousiasme (Orelsan, Natoo, Kim Chapiron, JR, Hollysiz, Philippe Katerine, Ludivine Sagnier etc.).

## Engagement et projet de prévention
En 2021, Mai Lan s'engage dans la protection des enfants. Accompagnée du collectif d'associations Prévenir et Protéger (Fondé par Ghada Hatem et Arnaud Gallais et labellisé « Grande Cause nationale ») , elle sort un livre pour enfants inspiré de son histoire, Le Loup, afin de prévenir les actes incestueux(Editions La Martinière Jeunesse). Ce livre, dont elle est autrice et illustratrice, est accompagné d'une chanson du même nom, d'une vidéo de prévention et d'un cahier à destination des adultes, rédigé par la psychologue Coralie Dière (le tout est à retrouver sur le site www.leloup.org ).
Le projet est labellisé « Pacte pour l’Enfance » du Ministère de la Santé et des Solidarités et du Ministère de l’Education Nationale, de la Jeunesse et des Sports qui le reconnaissent comme outil pédagogique de prévention des violences dans le respect des droits et besoins fondamentaux des enfants. Il connait également un bel accueil de la part des acteurs de la Protection de l'Enfance tels que l'UNICEF, la CIIVISE , les associations Face à l'Inceste, Mémoire Traumatique et Victimologie, L’enfant Bleu, la Maison des Femmes, Olga Spitzer, Colosse aux Pieds d’Argile, Caméléon, Peau d'âme, SPEAK, Mouv'Enfant qui l'utilisent pour la plupart dans leurs actions auprès des enfants.
Mai Lan est l'un des visages de la campagne d'appel à témoignages de victimes de violences sexuelles dans l'enfance lancé par la CIIVISE, commission indépendante sur l'inceste et les violences sexuelles après la sortie du livre La familia grande de Camille Kouchner la même année .
A la demande de l' Observatoire départemental de la Protection de l'Enfance en 2023, Mai Lan donne ses première séances de prévention auprès de classes de primaires en Mayenne. Depuis lors, elle se rend dans les écoles, les colonies de vacances et les centres aérés avec sont outil, Le Loup, pour continuer son travail de prévention auprès des enfants mais aussi pour étudier de près les raisons pour lesquelles cet enseignement, pourtant obligatoire, n'est pas systématiquement proposé aux élèves . Des extraits de ces séances sont enregistrés dans le podcast C'est quoi l'amour maitresse? (hors-série du Coeur sur la table de Victoire Tuaillon) par la journaliste et institutrice Lolita rivé qui enquête sur l'éducation affective, relationnelle et sexuelle à l'école (Binge audio). Podcast dont Mai Lan compose également la musique.
En 2024, elle fonde une association, "Mille Miettes" (d'après le nom du personnage de son livre) qui a pour but de propager la prévention en milieu scolaire et de proposer des outils sécurisants et efficaces pour les encadrants. 
Le 8 mars 2024 paraît son deuxième ouvrage, C'est MON corps! , un livre de prévention pour les tout petits chez La Martinière Jeunesse. Le livre est un succès immédiat, il est en rupture de stock quatre jours après sa parution et réimprimé trois fois en six mois.

## Décoration
En 2022, Mai Lan est nommée Chevalière de l'Ordre des Arts et des Lettres par la Ministre de la Culture Rima Abdul Malak.

## Collaborations et participations

### Collaborations musicales
Mai Lan apparaît en collaboration avec de nombreux artistes français ou internationaux.
- 2005 : Personne fusible (sur l'album Arc en ciel pour daltoniens de La Caution)
- 2006 : GPS sur la comète (sur l'album Des gens revisitent La Caution de La Caution)
- 2006 : participe à la bande originale du film Sheitan de Kim Chapiron sur les morceaux Découverte maison, Arrêt de souffle, Serpent, Berceuse et Gentiment je t'immole, le thème du film.
- 2008 : Comme un enfant (intro de l'album Comme un enfant de Spleen)
- 2012 : La Danse couchée (sur l'album Le roi sans carrosse d'Oxmo Puccino)
- 2015 : Alastor (sur l'album Lunar Lane de Jabberwocky)
- 2016 : GO!, Lasergun, Atlantique Sud, Bibi The Dog (sur l'album Junk de M83)
- 2016 : Hammer Head (sur l'album Dance or Die de Birdy Nam Nam)
- 2018: So Long (sur l'album Super 8 de Synapson)
- 2018: We can be (sur l'album Chrysalide de BLV)
- 2019: Sweat avec Idris Elba (pour la série Turn up Charlie de Netflix)
- 2019: Delayed Sunrise (avec Devoted sur le label Circa 99')
- 2020: Cocolime avec Pinknoise
- 2023: It's a long Way et Bruit Rose avec Pinknoise
- 2023: Dumbo (sur l'album Dreamtime de Vanupié)
- 2023: Refugees (sur l'album Rebellion de Madjo)

### Autres collaborations artistiques
- 2002 : joue dans le clip Je n'arrive pas à danser de TTC (réalisé par Kourtrajmé)
- 2003 : apparaît dans le clip Pour ceux de la Mafia K'1 Fry (réalisé par Kourtrajmé)
- 2006 : elle joue dans le clip Thé à la menthe de La Caution
- 2013 : elle écrit le morceau Tom pour Helena Noguerra
- 2014 : elle pose sa voix sur le morceau Change de pote des Casseurs Flowters et joue la copine d'Orelsan dans le clip
- 2014 : elle apparaît sur la B.O. du film La crème de la crème (réalisé par Kim Chapiron) avec le morceau Les Huîtres
- 2017 : elle co-compose le morceau Combat pour la paix de Nolwenn Leroy
- 2018 : elle écrit et prête sa voix au titre Kwele de James BKS (feat. Manu Dibango et Allan Kingdom)
- 2023: elle compose la musique du podcast C'est quoi l'amour maitresse? de Lolita rivé (hors-série du podcast Le Cœur sur la table de Victoire Tuaillon chez Binge Audio)

## Discographie

### Singles
- 2006 : Gentiment je t'immole (Because)
- 2012 : Easy (3e Bureau / Wagram Music)
- 2013 : Les Huîtres (3e Bureau / Wagram Music)
- 2016 : Technique (Cinq 7 / Wagram Music)
- 2016 : Haze (Cinq 7 /  Wagram Music)
- 2017 : Vampire (Cinq 7 /Wagram Music)
- 2017 : Pas d'amour (Cinq 7 /Wagram Music)
- 2017 : Blaze Up (Cinq 7 /Wagram Music)
- 2021 : Le Loup (Ramen Love)

### EP
- 2012 : Easy (Remixes) (3e Bureau / Wagram Music)
- 2013 : Les Huîtres (3e Bureau / Wagram Music)
- 2017 : Vampire (Cinq 7 /Wagram Music)